# Wayne Glasgow
Victor Wayne Glasgow (Dacoma, Oklahoma, 17 de enero de 1926-Bartlesville, Oklahoma, 31 de diciembre de 2000) fue un jugador de baloncesto estadounidense. Con 1,91 metros de estatura, su puesto natural en la cancha era el de escolta. Fue campeón olímpico con Estados Unidos en los Juegos Olímpicos de Helsinki 1952.